# Més enllà de Rio Grande
Més enllà de Rio Grande (títol original en anglès The Wonderful Country) és una pel·lícula estatunidenca dirigida per Robert Parrish i estrenada el 1959. Ha estat doblada al català.

## Argument
A la turbulenta frontera entre Mèxic i Texas, un home viu situacions ben diverses segons estigui en un costat o en un altre. Comença a Mèxic traficant armes per un tirà local, després passa a Texas per ser un rànger al servei de la llei, torna a Mèxic a la feina anterior, i retorna a Texas a recollir la dona d'un amic, mort pels indis.

## Repartiment
- Robert Mitchum: Martin Brady
- Julie London: Helen Colton
- Gary Merrill: major Stark Colton
- John Banner: Ben Sterner
- Jack Oakie: Travis Hyte
- Leroy 'Satchel' Paige: sergent Tobe Sutton
- Albert Dekker: Rucker, capità dels rangers
- Víctor Manuel Mendoza: general Marcos Castro
- Joe Haworth: Stoker
- Charles McGraw: doctor Herbert J. Stovall
- Mike Kellin: Pancho Gil
- Max Slaten: Ludwig 'Chico' Sterner
- Jay Novello: Diego Casas
- Anthony Caruso: Santiago Santos
- Margarito Luna
- Tom Lea: Mr. Peebles
- Chuck Roberson: Barton
- Pedro Armendáriz: Cipriano Castro